# Литово
Литово — деревня в Новоржевском районе Псковской области России. Входит в состав Вехнянской волости.
Расположена на автодороге Пушкинские Горы — Новоржев (Р56), в 17 км к западу от райцентра, города Новоржев, и в 6 км к юго-западу от волостного центра Вехно.

## Население
| 2001 | 2002 | 2010 |
| ---- | ---- | ---- |
| 119  | ↘92  | ↘70  |

Численность населения деревни по состоянию на конец 2000 года составляла 119 жителей.

## История
С 1995 до 2005 года деревня входила в состав ныне упразднённой Дубровской волости с центром в д. Дубровы.